# HD 211053
HD 211053，又名CD-4514644，SAO 231053、HR 8484，是一颗恒星，视星等为6.1，位于銀經353.42，銀緯-54.42，其B1900.0坐标为赤經22h 9m 27.8s，赤緯-44° -54.42′ 54″。